# Rio Feliciano
Pour les articles homonymes, voir Feliciano.
 (juin 2017).
Le rio Feliciano est une rivière brésilienne de l'ouest de l'État de Santa Catarina. Il appartient au bassin hydrographique de l'Uruguay.

## Géographie
Il naît sur le territoire de la municipalité de Jupiá. Il s'écoule vers le sud pour se jeter dans le rio Saudades à la limite des municipalités de Santiago do Sul et São Domingos.